# Estação Parada Ideal
Parada Ideal é uma estação de trem do Rio de Janeiro.